# Colonia Hidalgo, Luis Moya
Colonia Hidalgo är en ort i Mexiko.   Den ligger i kommunen Luis Moya och delstaten Zacatecas, i den centrala delen av landet, 500 km nordväst om huvudstaden Mexico City. Colonia Hidalgo ligger 2 054 meter över havet och antalet invånare är 935.
Terrängen runt Colonia Hidalgo är platt västerut, men österut är den kuperad. Runt Colonia Hidalgo är det ganska tätbefolkat, med 58 invånare per kvadratkilometer. Närmaste större samhälle är Luis Moya, 8,3 km söder om Colonia Hidalgo. Omgivningarna runt Colonia Hidalgo är i huvudsak ett öppet busklandskap.